# Lozèn (montagne)
Pour les articles homonymes, voir Lozen.
La montagne de Lozèn (en bulgare Лозенска планина) est une montagne située dans l'Ouest de la Bulgarie, à 20 km au sud-est de la capitale Sofia.

## Géographie

### Topographie

Carte topographique de la montagne de Lozèn (à l'ouest).

La montagne de Lozèn est située à l'extrémité ouest du massif de la Sredna Gora, dans sa partie dite Ihtimanska Sredna Gora.
La cime la plus élevée de la montagne de Lozèn est Popov Dyal 1 190 m.